# Friedrich Haufe
Friedrich Hermann Haufe (* 2. März 1899 in Leutzsch; † 19. September 1970 in Leipzig) war ein evangelisch-lutherischer Pfarrer und Theologe.

## Leben
Haufe besuchte von 1909 bis 1917 das König-Albert-Gymnasium Leipzig. Er diente von 1917 bis 1918 als Soldat im Ersten Weltkrieg und erhielt das Eiserne Kreuz 2. Klasse. Haufe studierte von 1919 bis 1923 Philosophie, Germanistik, Geschichte und Evangelische Theologie an der Universität Leipzig, der Eberhard Karls Universität Tübingen und der Friedrich-Wilhelms-Universität Berlin. Zu seinen Lehrern gehörten Karl Heim, Adolf von Harnack, Albert Köster, Ernst Troeltsch und Emil Wilbrand. Im Jahr 1925 wurde er bei Hans Driesch zum Dr. phil. über den Freiheitsbegriff bei Schelling promoviert.
Von 1925 bis 1932 war er Mitglied der Volkskonservativen Reichsvereinigung, einer Absplitterung der DNVP. Zum 1. Mai 1933 trat er der NSDAP bei (Mitgliedsnummer 2.382.831);  zudem war er auch Mitglied in der NSV und im Sächsischen Philologenverein (1924–1945). Im Jahr 1934 war er Gründungsmitglied der Bekennenden Kirche in Sachsen. Von 1924 bis 1945 war er Studienrat an der Thomasschule zu Leipzig, zuletzt in der Kanzlei der Schule. Er unterrichtete Deutsch, Geschichte, Philosophische Propädeutik und Religion. Haufe galt als Fachmann für Religionsunterricht und Kirchenmusik. Er gehörte zu den Mitunterzeichnern der Erklärung der Kirchenmusiker 1933. Am 12. Oktober 1937 hielt er im Rahmen des „Festes der deutschen Kirchenmusik“ in Berlin eine vielbeachtete Rede über die Liturgische Bewegung, die er neben der Jugendmusikbewegung nachhaltig unterstützte. Von 1939 bis 1940 unterbrach er seine Lehrtätigkeit und nahm am Zweiten Weltkrieg teil. Nach Kriegsende 1945 wurde er als Mitglied des „Evangelisch-Lutherischen Konsistoriums in Leipzig“ unter Albrecht Oepke nominiert. Wegen seiner Parteimitgliedschaft wurde er aber später wieder gestrichen. Sein Ersatzmann war sein Kollege von der Thomasschule Ernst Theodor Eichelbaum. Am 30. November 1945 wurde er durch Kontrollratsbeschluss der Alliierten aus dem Lehramt entlassen.
Von 1946 bis 1952 wirkte er als Pfarrer in Liemehna und/oder Behlitz sowie als Kreiskatechet in Eilenburg. Von 1952 bis 1964 war er Professor mit Lehrauftrag (ab 1963 mit vollem Lehrauftrag) für Praktische Theologie (Katechismus) an der Karl-Marx-Universität Leipzig. Haufe leitete das dortige Institut für Praktische Theologie und war Dekan der Theologischen Fakultät. Darüber hinaus war er Mitglied des Gesangbuchausschusses für das Evangelische Kirchengesangbuch (EKG) unter Christhard Mahrenholz. Weiterhin war er Mitglied im Landeskirchenchorverband der sächsischen Landeskirche und im sächsischen Gesangbuchausschuss.
Er hatte zwei Kinder, darunter den Theologieprofessor Christoph Michael Haufe (1932–2011) und lebte zuletzt in Pönitz (heute Taucha) bei Leipzig.

## Schriften (Auswahl)
- Der Freiheitsbegriff bei Schelling. Entwickelt an einer Interpretation der „Philosophischen Untersuchungen über das Wesen der menschlichen Freiheit und die damit zusammenhängenden Gegenstände“ (Landshut 1809). Diss. Leipzig, 1925.
- Ein Jahr Bachkantaten. Zu d. regelmäss. Sendgn aus Leipzig. Mit Abb. In: Der Kirchenchor 42 (1931), S. 38–40.
- Johann Sebastian Bach als deutscher Evangelist. Vortrag am 18. Juli 1934 im Auftrag des Studentenpfarramts in der Universitätskirche Leipzig, in: Arionzeitung 1935, S. 82.
- Bachs christliche Deutschheit. Festvortrag, gehalten auf dem 24. Deutschen Bachfest zu Magdeburg am 26. Juni 1937. Apitz, Rötha 1937.
- Die Feier des 725-jährigen Bestehens der Thomasschule zu Leipzig. Festbericht in Zusammenarbeit mit den beteiligten Herren. Thomasschule, Leipzig 1937.
- Zur Gemeindesingarbeit. Die musikalische Gestalt des neuen Gemeindeliedes. Vortrag, gehalten am 12. Oktober 1937 im Rahmen des Festes der deutschen Kirchenmusik in Berlin, in: MuK 10 (1938), S. 54–70.
- Die 49. Tagung des Zentralrats des Verbandes evangelischer Kirchenchöre Deutschlands. Vom 31. Mai bis 3. Juni 1939 auf dem Hainstein in Eisenach. In: Kirchenmusikalische Mitteilungen 2 (1939), 345–349, bes. 346.
- Rudolf Alexander Schröder 75 Jahre alt, in: MuK 23 (1953), S. 1–10.
- Reich Gottes und Wirklichkeit. Festgabe für Alfred Dedo Müller zum 70. Geburtstag. Evangelische Verlagsanstalt, Berlin 1961. (herausgegeben von Friedrich Haufe, Gottfried Kretzschmar und Adelheid Rensch)

## Doktoranden
- 1965: Ingo Zimmermann (* 1940), Journalist, Schriftsteller, Librettist und Politiker (CDU)
- 1968: Wolfram Böhme (1937–2011), Lyriker und erzgebirgischer Mundartdichter